# Großer Preis von Israel 1970
Der Große Preis von Israel 1970 (hebräisch גרנד פרי ישראל) war ein zunächst für den 21. und später für den 22. November 1970 geplantes Formel-2-Rennen in der israelischen Stadt Aschkelon. Den Planungen der Veranstalter zufolge sollte es das erste israelische Automobilrennen mit internationaler Beteiligung werden. Das Rennen wurde nach dem Zeittraining abgesagt, nachdem es bereits im Vorfeld religiös bedingte Auseinandersetzungen gegeben und das beteiligte Versicherungsunternehmen schließlich den Versicherungsschutz entzogen hatte.

## Hintergrund

### Entstehungsgeschichte
Veranstalter des ersten Großen Preises von Israel waren der Israelische Automobil- und Touringclub sowie die neu gegründete Israel Racing Organisation (IRA). Die Finanzierung übernahm der israelische Volkswagen-Importeur. Die Veranstalter beauftragten den Wiesbadener Automobilclub (WAC) mit der Organisation des Rennens; der WAC stellte auch den Rennleiter.
Der Große Preis von Israel war nach den Regeln der Formel 2 ausgeschrieben. Ein Rennen dieser Klasse hatte bislang in Israel noch nicht stattgefunden. Als Rahmenprogramm war ein Formel-V-Rennen vorgesehen. Der Formel-2-Lauf war ein meisterschaftsfreies Rennen, das keinen Einfluss auf die bereits im Oktober 1970 beendete Formel-2-Europameisterschaft 1970 hatte. Die Fahrer traten auf Einladung der Veranstalter an, die alle Kosten für den Transport und die Unterbringung übernahmen. Die Einladung war an die „20 erfolgreichsten europäischen Formel-V-Rennfahrer“ und 15 ausgewählte Formel-2-Piloten gerichtet.
Ziel der Veranstalter war es, Israel durch dieses Rennen als Austragungsort für internationale Motorsportveranstaltungen bekannt zu machen. Letztlich bestand die Absicht, 1973 zum 25-jährigen Bestehen des Staates Israel einen Lauf der Formel-1-Weltmeisterschaft auszurichten. Das Vorhaben ließ sich nicht umsetzen. Die Veranstaltung in Aschkelon wurde als „grandioses Chaos“ wahrgenommen und ließ Interessenten von weiteren Projekten Abstand nehmen. Zwar wurde für den 20. November 1971 noch der Zweite Große Preis von Israel angekündigt. Das Rennen wurde allerdings frühzeitig mangels Interesses aus dem Kalender gestrichen.
Nach dem Rennen wurde gegen die Veranstalter in Israel strafrechtlich wegen Betruges ermittelt; die Strafverfolgungsbehörden sahen in dem Rennabbruch eine vorwerfbare Straftat zulasten der zahlenden Zuschauer. Die Einnahmen aus dem Rennen erreichten den organisierenden Wiesbadener Autoclub nicht. Ein Vermittler hatte sich mit den gesamten Einnahmen abgesetzt.

### Strecke
Das Rennen sollte auf einer Barnea Beach Circuit genannten Rundstrecke in der am Mittelmeer gelegenen Stadt Aschkelon stattfinden. Die Strecke lag im Stadtteil Barnea, der zu dieser Zeit ein Neubaugebiet war. Sie war 4.300 m lang, sehr schmal und befand sich nach Ansicht von Beobachtern in einem schlechten („holperigen“) Zustand. Ein Boxengebäude gab es nicht. Die Teams mussten ihre Autos und die Ausrüstung unter freiem Himmel auf unbefestigtem Boden im Infield unterbringen.

### Teams und Fahrer
Auf der Meldeliste des Großen Preises von Israel waren 10 Teams mit 13 Fahrern verzeichnet. Zur Veranstaltung erschienen tatsächlich nur elf Fahrer. Die großen britischen Rennwagenhersteller waren nicht werksseitig vertreten. Der italienische Hersteller Tecno, der die Formel-2-Europameisterschaft 1970 gewonnen hatte, trat zwar an, schickte aber nicht seine Werksfahrer Clay Regazzoni – der neue Europameister – und François Cevert nach Aschkelon, sondern Patrick Depailler, der in der zurückliegenden Saison für den französischen Rennwagenkonstrukteur Pygmée gefahren war. Derek Bell, der Vizemeister des Jahres 1970, war der erfolgreichste Formel-2-Fahrer, der in Israel gemeldet war. Das am weitesten verbreitete Auto war der Brabham BT30. Alle Fahrzeuge wurden von Cosworth-Vierzylindermotoren angetrieben.

## Rennen: Verschiebung und Abbruch
Das Formel-2-Rennen und das Rahmenrennen der Formel V waren, nachdem am 20. November die Trainingsläufe stattgefunden hatten, anfänglich für den 21. November 1970 vorgesehen. Das war ein Sonnabend, der jüdische Sabbat, der allgemein arbeitsfrei war. Auf diese Weise wollten die Veranstalter möglichst hohe Zuschauerzahlen erreichen, wobei die Planungen von 50.000 Besuchern ausgingen. Allerdings rief der Samstagstermin Protest unter orthodoxen Juden hervor, die in dem geplanten Autorennen eine „Schändung des Sabbats“ sahen und in der Nacht vor dem Freitagstraining Glasscherben und Nägel auf der Rennstrecke verteilten. Vertreter der Veranstalter und Rennfahrer wurden bedroht. Letztlich kam es zu einer gütlichen Einigung. Gegen eine Zahlung von 200.000 Israelischen Pfund verlegte der Veranstalter alle Rennen vom Samstag auf Sonntag, den 22. November 1970.
Training und Rennen standen unter dem Eindruck fehlender Sicherheitsmaßnahmen. Sowohl während des Trainings am Freitag als auch während des Formel-V-Rennens am Sonntag standen die Zuschauer direkt an der Piste; Abgrenzungen gab es nicht. Mehrfach querten Zuschauer kurz vor den herannahenden Rennwagen die Strecke; während der Trainingssitzungen waren außerdem frei laufende Hunde und Ziegen auf der Strecke gewesen, und Fahrer von Zivilfahrzeugen hatten versucht, auf die Strecke zu gelangen. Nach dem Start des Rennens entzog ein Vertreter des Versicherungsunternehmens, das die Risiken der Veranstalter abgedeckt hatte, wegen der ungeordneten Zustände den Versicherungsschutz. Das Formel-V-Rennen wurde daraufhin abgebrochen, das Formel-2-Rennen wurde gar nicht gestartet. Die Formel-2-Piloten beschränkten sich auf einige Demonstrationsrunden in langsamem Tempo.

## Meldeliste
| Team                | Fahrer                | Chassis       | Motor        |
| ------------------- | --------------------- | ------------- | ------------ |
| Scuderia Ala d’Oro  | Ernesto Brambilla     | Brabham BT30  | Cosworth FVA |
| Scuderia Ala d’Oro  | Vittorio Brambilla    | Brabham BT30  | Cosworth FVA |
| Pygmée              | Patrick Dal Bo        | Pygmee MDB15  | Cosworth FVA |
| Pygmée              | Jean-Pierre Beltoise  | Pygmee MDB15  | Cosworth FVA |
| Pygmée              | Jean-Pierre Jabouille | Pygmee MDB15  | Cosworth FVA |
| Wheatcroft Racing   | Derek Bell            | Brabham BT30  | Cosworth FVA |
| FIRST               | Peter Westbury        | Brabham BT30  | Cosworth FVA |
| Irish Racing Cars   | Tommy Reid            | Brabham BT30  | Cosworth FVA |
| Brian Cullen        | Brian Cullen          | Brabham BT23C | Cosworth FVA |
| Mike Goth           | Mike Goth             | Brabham BT30  | Cosworth FVA |
| Midland Racing Team | Bruno Frey            | Tecno 69      | Cosworth FVA |
| Squadra Tartaruga   | Xavier Perrot         | March 702     | Cosworth FVA |
| Tecno Racing Team   | Patrick Depailler     | Tecno 70      | Cosworth FVA |

## Klassifikation: Qualifying
| Pos. | Fahrer             | Konstrukteur | Zeit   |
| ---- | ------------------ | ------------ | ------ |
| 01   | Ernesto Brambilla  | Brabham      | 1:23,8 |
| 02   | Patrick Depailler  | Tecno        | 1:24,2 |
| 03   | Derek Bell         | Brabham      | 1:24,8 |
| 04   | Mike Goth          | Brabham      | 1:25,2 |
| 05   | Xavier Perrot      | March        | 1:25,4 |
| 06   | Peter Westbury     | Brabham      | 1:25,8 |
| 07   | Patrick Dal Bo     | Pygmée       | 1:26,2 |
| 08   | Brian Cullen       | Brabham      | 1:26,5 |
| 09   | Vittorio Brambilla | Brabham      | 1:27,1 |
| 10   | Tommy Reid         | Brabham      | 1:27,6 |
| 11   | Bruno Frey         | Tecno        | 1:27,1 |

Jean-Pierre Beltoise und Jean-Pierre Jabouille, die als weitere Fahrer des Pygmée-Teams gemeldet waren, erschienen zum Rennen nicht.